# Sleepwalker (videogioco 1993)
Sleepwalker è un videogioco a piattaforme con elementi rompicapo pubblicato nel 1993 per Amiga (due versioni distinte, per Amiga 500 o superiori e per Amiga 1200), Amiga CD32, Atari ST, Commodore 64 e MS-DOS dalla Ocean Software. Il protagonista è un cane in stile cartone animato che tenta di proteggere il suo padrone sonnambulo, evitando che si svegli o che cammini incontro ai pericoli. Nel 1994 venne pubblicato, sempre dalla Ocean, Eek! the Cat per la console Super Nintendo Entertainment System, che è in pratica lo stesso gioco con l'aspetto modificato, utilizzando con licenza i personaggi della serie animata Fl-eek Stravaganza (titolo originale Eek! The Cat). Le versioni per computer vennero di solito apprezzate dalla critica.
Parte dei ricavati della vendita di Sleepwalker, almeno delle prime edizioni per Amiga e ST, vennero devoluti all'associazione Comic Relief per iniziative di beneficenza per l'Africa. 

## Modalità di gioco
Il giocatore controlla il cane Ralph, umanizzato e con andatura bipede, e deve guidare indirettamente anche il suo padrone sonnambulo, il ragazzino Lee, che è uscito dalla finestra e si aggira per la città in camicia da notte. Nel gioco per SNES il cane è sostituito dal gatto Eek e il sonnambulo da un personaggio diverso in ogni livello, inizialmente una nonnetta ignara.
Il gioco si svolge in una serie di ampi livelli bidimensionali non lineari, con visuale di lato centrata su Ralph, a scorrimento in tutte le direzioni. Si inizia con un livello in città, sopra i tetti, sulle strade e nelle fogne, per poi attraversare lo zoo, il cimitero, un cantiere edile, fino a ritornare in città e riportare Lee in camera sua. L'obiettivo è sempre far arrivare Lee addormentato e incolume all'uscita del livello. Si può visualizzare una mappa del livello attuale con la posizione dei due personaggi.
Lee cammina perennemente in avanti noncurante dei pericoli, voltandosi solo quando incontra pareti, come in una specie di Lemmings con un solo lemming. Ci sono diversi oggetti e situazioni che possono svegliarlo o perfino ucciderlo, come nel caso di traffico stradale o cadute in acqua. Lee ha una barra del sonno che viene ridotta da alcuni pericoli, come le cadute da altezze elevate, fino al suo eventuale risveglio e perdita di una vita, mentre altri pericoli sono letali immediatamente.
Ralph invece è indistruttibile e sa anche nuotare. Quando subisce incidenti di vario tipo ci sono effetti tragicomici stile cartone animato, ma poi si riprende illeso, perdendo solo un po' di tempo. Normalmente Ralph può camminare o correre a destra e sinistra e saltare ad altezza regolabile. Può spingere Lee da davanti, per farlo star fermo fino al momento opportuno oppure per fargli cambiare direzione. Può spingerlo da dietro per accelerarlo o dargli calci nel sedere per farlo saltare. Può inoltre fare da ponte vivente per consentire a Lee di superare brevi precipizi, ed è armato di manganello contro alcuni nemici. Ci sono oggetti dello scenario da azionare o da spostare spingendoli, per prevenire problemi a Lee, e power-up da raccogliere.
Se in un livello si raccolgono 5 palloncini (che nelle versioni legate a Comic Relief compongono la scritta COMIC), si potrà accedere a un livello bonus ambientato nei sogni di Ralph. In questi scenari c'è soltanto Ralph, che può raccogliere bonus e risolvere rompicapi simili a rebus in inglese. Risolvendo questi ultimi si visualizzano scenette dove Ralph fa capitare intenzionalmente incidenti al padrone.